# Riede (Landkreis Verden)
Riede ist eine Gemeinde im niedersächsischen Landkreis Verden, westlich von Thedinghausen zwischen Bremen und Bruchhausen-Vilsen. Die Gemeinde gehört mit Blender, Emtinghausen  und Thedinghausen zur Samtgemeinde Thedinghausen.

## Gemeindegliederung
Zur Gemeinde Riede gehören neben Riede noch die Ortschaften Heiligenbruch und Felde.

## Geschichte
Der Name Riede kommt von den Talsandflächen der Weserniederung. An deren Nordrand wurde Riede gegründet. 1058 wurde ride erstmals urkundlich erwähnt. Die gotische St.-Andreas-Kirche in Riede wurde um 1270 aus Backstein erbaut.
Die Gemeinde war zunächst Teil des alten Landkreises Grafschaft Hoya. Am 1. Juli 1972 wechselte die Gemeinde in den Landkreis Verden.

## Eingemeindungen
Am 1. Juli 1972 wurde die Nachbargemeinde Felde eingegliedert.

## Politik

### Gemeinderat
Der Rat der Gemeinde Riede besteht aus 13 Ratsfrauen und Ratsherren. Dies ist die festgelegte Anzahl für die Mitgliedsgemeinde einer Samtgemeinde mit einer Einwohnerzahl zwischen 2.001 und 3.000 Einwohnern. Die Ratsmitglieder werden durch eine Kommunalwahl für jeweils fünf Jahre gewählt. Die aktuelle Amtszeit begann am 1. November 2021 und endet am 31. Oktober 2026.

Die letzten Gemeinderatswahlen ergaben folgende Sitzverteilungen:
| Partei      | 2021     | 2016     |
| ----------- | -------- | -------- |
| SPD         | 6        | 7        |
| CDU         | 5        | 5        |
| Grüne Liste | 2        | 1        |
| Gesamt      | 13 Sitze | 13 Sitze |

### Bürgermeister
Der Gemeinderat wählte das Gemeinderatsmitglied Axel Heller (CDU) zum ehrenamtlichen Bürgermeister für die aktuelle Wahlperiode.

### Wappen
Das Wappen der Gemeinde Riede zeigt durch die Mitte vertikal verlaufend die Weser in Silber. Darauf ist eine rote nach oben geöffnete Schafschere abgebildet. Links und rechts davon stehen zwei blühende Rohrpflanzen (Reet) auf grünem Grund.

## Kultur und Sehenswürdigkeiten

### Bauwerke
- St.-Andreas-Kirche[7][8]

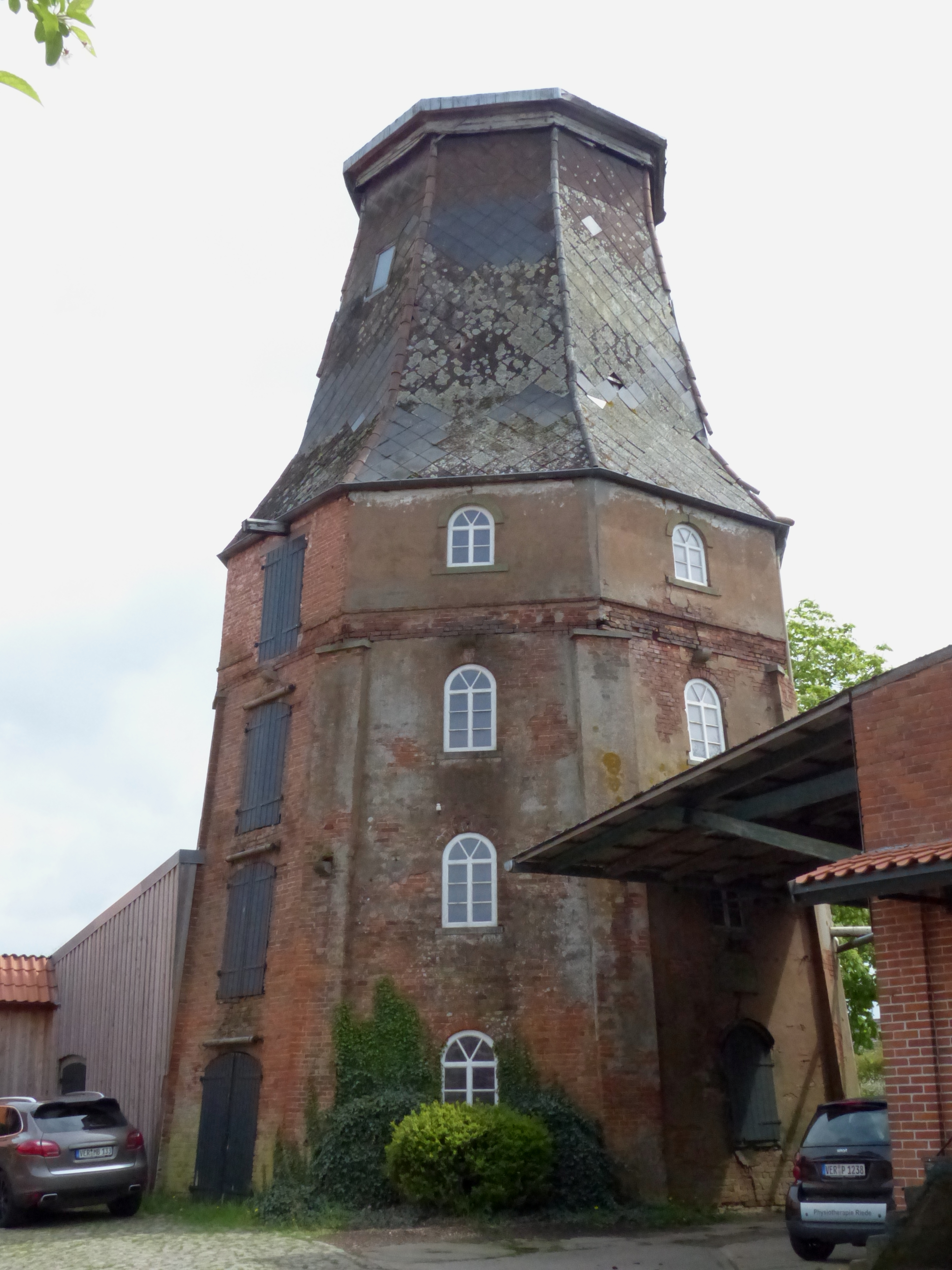
Der eindrucksvolle Stumpf der Windmühle steht noch nicht unter Denkmalschutz

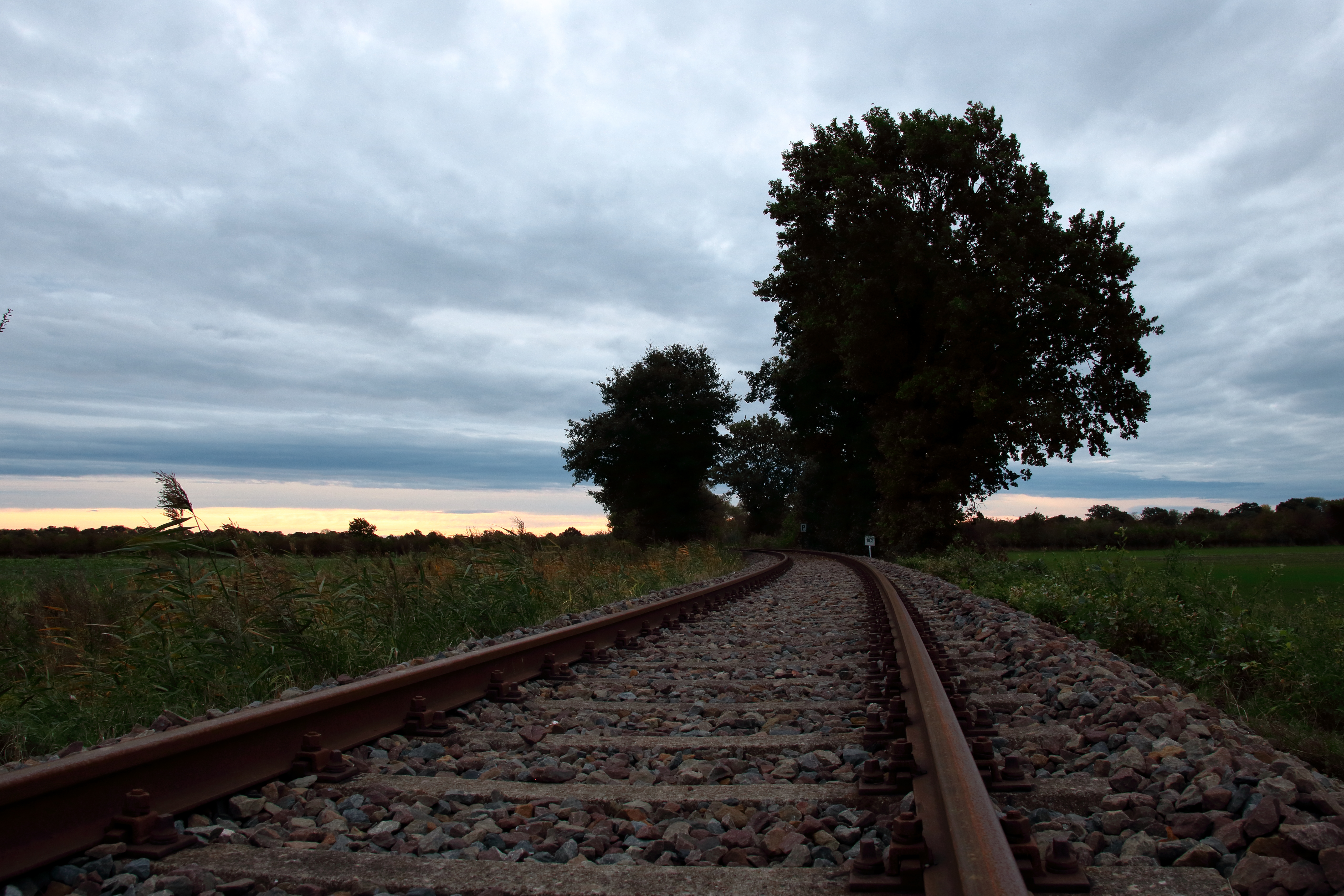
Strecke der Bremen-Thedinghauser Eisenbahn bei Riede

- Die Windmühle ist auch ohne Flügel und Kappe ein eindrucksvolles Gebäude. Sie steht in einem Gehöft an der Hauptstraße kurz vor dem nördlichen Ortsrand.

## Söhne und Töchter der Gemeinde
- Anna Ahrens (1871–1960) war eine niederdeutsche Heimatdichterin. Nach ihr ist der Anna-Ahrens-Weg in Riede benannt.
- Wilhelm Ziegeler (* 18. Januar 1891; † 5. August 1958), deutscher Politiker (Deutsche Partei), Finanzsenator der Freien und Hansestadt Hamburg
- Fritz Garvens (1934–2020), Philologe, Heimatforscher und Autor